# Monumento a Salvador Allende (Montreal)
El Monumento a Salvador Allende o simplemente El Arco (en francés: L'Arc) es un monumento dedicado a la memoria del presidente chileno Salvador Allende que fue instalado en el Parque Jean Drapeau, en Île Notre-Dame, en la ciudad de Montreal, Quebec al este de Canadá el 11 de septiembre de 2009, en el 36 º aniversario del golpe de Estado en Chile y la muerte de Salvador Allende. El monumento fue creado por el artista Michel de Broin en 2009.
Llamado «el Arco», el monumento tiene la forma de un árbol cuyas ramas curvadas se inclina hacia el suelo. El arco fue diseñado como un símbolo complejo cuyo significado está abierto a la interpretación individual, aunque de Broin ha dicho que se inspiró en un pasaje del último discurso de Salvador Allende al pueblo chileno, donde dice:

«Estoy seguro de que la semillas que hemos plantado a la conciencia digna de miles y miles de chilenos no podrá ser segada definitivamente. Tienen la fuerza, podrán dominarnos, pero los procesos sociales no se detienen ni con el crimen ni con la fuerza. La historia es nuestra y la hacen los pueblos».
Salvador Allende, 11 de septiembre de 1973.